# قربية قولونية

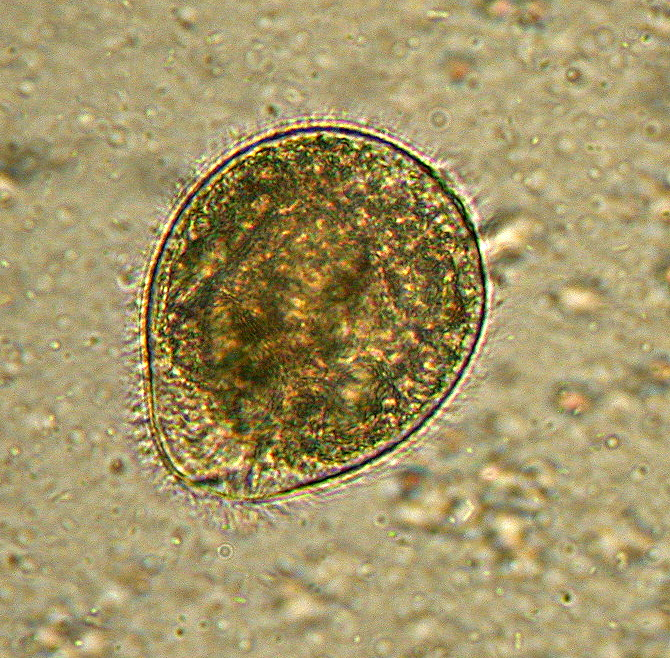
القربية القولونية كما تظهر في عينة من الغائط، وتظهر محاطة بالهدب أو الشعيرات

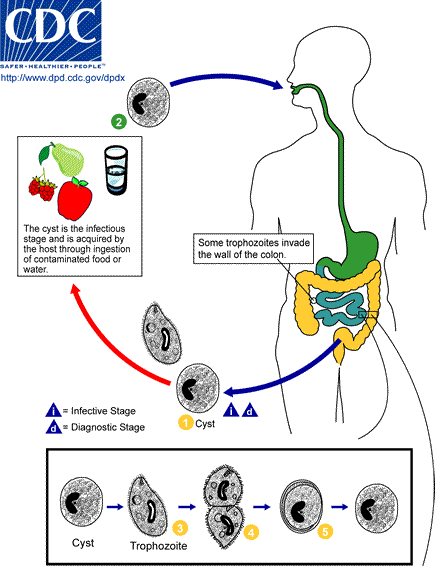
دورة حياة القربية القولونية

القربية القولونية أو بالانتيديوم كولاي هو نوع متطفل من الأوليات الهدبية وتسبب مرضا يسمى بداء القربيات. وهو النوع المرضي الوحيد في الإنسان المعروف من شعبة الهدبيات.

## الانتشار
يعد داء القربيات شائعا في الفلبين، وكذلك يمكن أن يوجد في أي مكان آخر في العالم، وخصوصا في أماكن تربية الخنازير. ويعد هذا المرض نادرا، فهو بصيب أقل من 1٪ من الناس. يعد هذا المرض مشكلة وخصوصا في البلدان النامية التي تشكو في مصادر المياه من التلوث بفضلات الخنازير والبشر.
تعد القربيات الأوليات الهدبية الوحيدة التي تسبب المرض في الإنسان، وتصل إلى الإنسان عن طريق الفم من خلال المواد الملوثة بغائط الخناير التي يكون فيها المرض بدون أعراض. ويعد الماء الملوث هو وسيلة الانتقال والانتشار.